# Воше, Андре
Андре Воше (фр. André Vauchez; род. 24 июля 1938 года, Тьонвиль, департамент Мозель, Франция) — французский историк-медиевист, специализирующийся на истории христианской духовности. 

## Биография
Он учился в Высшей нормальной школе и Французской школе в Риме. Его диссертация, защищённая в 1978 году, была в 1987 году опубликована на английском языке под названием «Святость в позднем средневековье» и стала стандартным справочником.
Воше был директором по средневековью во Французской школе Рима (1972—1979), магистром исследований во Французском национальном центре научных исследований и профессором истории средневековья в Руанском университете (1980—1982) и в университете Париж-X — Нантерр (1983—1995). В 2013 году он был удостоен премии Бальцана в области средневековой истории. Воше был избран членом-корреспондентом Британской академии в 2015 году.

## Книги

#### В качестве автора
- La spiritualité du Moyen Âge occidental VIIIe-XIIIe (The spirituality of the medieval West), Paris, Presses universitaires de France, 1975.
- La sainteté en Occident aux derniers siècles du Moyen Âge (1198—1431), Rome, École française de Rome, 1981 [English trans.: Sainthood in the Later Middle Ages, Cambridge, 1987 and Italian trans.: La santità nel Medioevo, Bologne, 1989].
- Les laïcs au Moyen Âge (The Laity in the Middle Ages), Paris, Cerf, 1987.
- Saints, prophètes et visionnaires : le pouvoir du surnaturel au Moyen Âge (Saints, prophets and visionaries: the power of the supernatural in the Middle Ages), Paris, Albin Michel, 1999.
- François d’Assise, Paris, Fayard, 2009 (Prix Chateaubriand 2010)
- Les hérétiques au Moyen Âge : suppôts de Satan ou chrétiens dissidents, Paris, CNRS, 2014.
  - Vauchez, André (2012). Francis of Assisi : the life and afterlife of a medieval saint. Translated by Michael F. Cusato. Yale University Press.

#### В качестве редактора
- Histoire du christianisme, Paris, Desclée, t. IV, V et VI, 1990—1993.
- Dictionnaire encyclopédique du Moyen Âge, Paris, Cerf, 2 vol., 1997—1998.
- Christianisme : dictionnaire des temps, des lieux et des figures, Paris, Le Seuil, 2010.
- Rome au Moyen Âge, Riveneuve éditions, 2010.

### Критические исследования и обзоры
- Acocella, Joan (14 January 2013). «Rich man, poor man : the radical visions of St. Francis». The Critics. Books. The New Yorker. 88 (43): 72-77. Retrieved 23 January 2015.